# Minervino Murge
Minervino Murge es una localidad italiana de la provincia de Barletta-Andria-Trani, región de Puglia, con 9.672 habitantes.

## Evolución demográfica
| Gráfica de evolución demográfica de Minervino Murge entre 1861 y 2008 |
|                                                                       |
| Fuente ISTAT - elaboración gráfica de Wikipedia                       |